# ذعر العنب التشيلي 1989
ذعر العنب التشيلي 1989 حادث قع في عام 1989 يتعلق بحبتين من العنب من تشيلي يُزعم أنه تم العثور عليهما ملوثين بالسيانيد بعد أن تم إرسال تهديد عبر الهاتف إلى سفارة الولايات المتحدة في سانتياغو. لم يتم العثور على فواكه ملوثة أخرى، لكن إدارة الغذاء والدواء الأمريكية حظرت استيراد الفاكهة التشيلية وحذرت الناس من تناول العنب أو الفاكهة التشيلية، على الرغم من حقيقة أن المحققين لم يجدوا أي آثار للسيانيد في أي فاكهة أخرى يتم شحنها من تشيلي إلى فيلادلفيا.

## الخوف
الشخص الذي من المفترض أنه اتصل هاتفيا بالسفارة الأمريكية في سانتياغو في 2 مارس أخبرهم أن بعض العنب التشيلي يحتوي على السيانيد. لم يعلن أي فرد أو جماعة مسؤوليتها عن تسميم حبتين أو إجراء مكالمة هاتفية. قيل إنه تم حقن اثنتين فقط من العنب بالسيانيد وأصيب قطاع تصدير الفاكهة بالبلاد بالذعر. عنب المائدة هو التصدير الزراعي التشيلي الرائد إلى الولايات المتحدة. فقد الآلاف من عمال المزارع وظائفهم واضطرت الحكومة إلى تقديم إعانات مؤقتة لتعويض الخسائر التي تجاوزت 400 مليون دولار.

## الشكوك
نظرًا لأن السيانيد شديد التفاعل وحقيقة أن العنب المثقوب يتحلل بسرعة، فلا يمكن حقن العنب بالسيانيد (أو أي شيء آخر لهذه المسألة) والوصول إلى الولايات المتحدة بعد أسبوعين إلى ثلاثة أسابيع. أدت هذه الحقيقة إلى قيام مكتب المحاسبة العامة بالتحقيق لتحديد ما إذا كان الخوف ناتجًا عن سوء العمليات المختبرية. كان التحقيق غير حاسم.
اقترحت الحكومة التشيلية العسكرية أن الرعب كان من عمل المتطرفين الماركسيين المحليين. وقد اقترح أن التبخير قبل الشحن للتصدير يمكن أن يكون مصدر كميات التتبع المكتشفة بالفعل، حيث أن بعض عوامل التبخير القياسية المستخدمة تحتوي على السيانيد. وربما كانت مجرد خدعة.